# Матвеенко, Евгений Михайлович
Евгений Михайлович Матвеенко — советский хозяйственный, государственный и политический деятель, Герой Социалистического Труда.

## Биография
Родился в 1938 году в селе Кремяное.
Выпускник Курского сельскохозяйственного института. С 1961 года — на хозяйственной, общественной и политической работе. В 1961—1986 гг. — главный агроном колхоза «Победа» Кореневского района Курской области.
Указом Президиума Верховного Совета СССР от 29 августа 1986 года за выдающиеся производственные достижения, успешное выполнение заданий одиннадцатой пятилетки и социалистических обязательств и проявленную трудовую доблесть присвоено звание Героя Социалистического Труда с вручением ордена Ленина и золотой медали «Серп и Молот» (посмертно).
Умер в селе Кремяное в 1986 году.